# Hedri
Hedri (szlovákul: Hendrichovce) község Szlovákiában, az Eperjesi kerület Eperjesi járásában.

## Fekvése
Eperjestől 18 km-re nyugatra, a Nagy-Szinye-patak partján fekszik.

## Története
A falu a 13. században nemesi betelepítéssel keletkezett.
1320-ban „villa Herrici” alakban említik először, ekkor részben a Merse család birtoka volt. 1330-ban „Hedrychfalva” néven említik, ekkor szerez itt birtokot az Aba nemzetség. 1427-ben 16 porta után fizetett adót. 1787-ben 32 házában 193 lakos élt.
A 18. század végén Vályi András így ír róla: „HEDRI. Hedrikovce. Tót falu Sáros Várm. földes Ura Hedry Uraság, lakosai katolikusok, fekszik az Ország úttyában, Bertholdhoz nem meszsze, Fricsnek filiája, régi Kastéllya van, mellyet hajdani Hedri Uraság építtetett, határja termékeny, réttyének egy része kétszer kaszáltatik, legelője, fája tűzre van.”
A 19. század elejéig a Hendri család birtoka volt. 1828-ban 22 házát 175-en lakták. A mezőgazdaságon kívül lakói főként alkalmi fuvarokból éltek.
Fényes Elek 1851-ben kiadott geográfiai szótárában így ír a faluról: „Hedri, (Hedrikowce), tót falu, Sáros vármegyében, ut. p. Bertóthoz közel, a szepesi országutban: 157 kath., 3 evang. lak. Termékeny földekkel és rétekkel. F. u. a Hedri nemzetség.”
1920 előtt Sáros vármegye Kisszebeni járásához tartozott.

## Népessége
| Év:            | 1994. | 2004.   | 2014.    | 2024.    |
| -------------- | ----- | ------- | -------- | -------- |
| Emberek száma: | 208   | 217     | 246      | 287      |
| Eltérés:       |       | +4,32 % | +13,36 % | +16,66 % |

| Év:            | 2023. | 2024.   |
| -------------- | ----- | ------- |
| Emberek száma: | 273   | 287     |
| Eltérés:       |       | +5,12 % |

1910-ben 222, túlnyomórészt szlovák anyanyelvű lakosa volt.
2001-ben 213 lakosából 211 szlovák volt.
2011-ben 234 lakosából 227 szlovák volt.

## Nevezetességei
- Szent István első vértanú tiszteletére szentelt, római katolikus temploma eredetileg a 14. század második felében épült gótikus stílusban. 1641-ben átépítették, majd 1753-ban barokkizálták.
- Klasszicista kastélya 1832-ben épült.
- 1832-ben épített gazdasági épület.

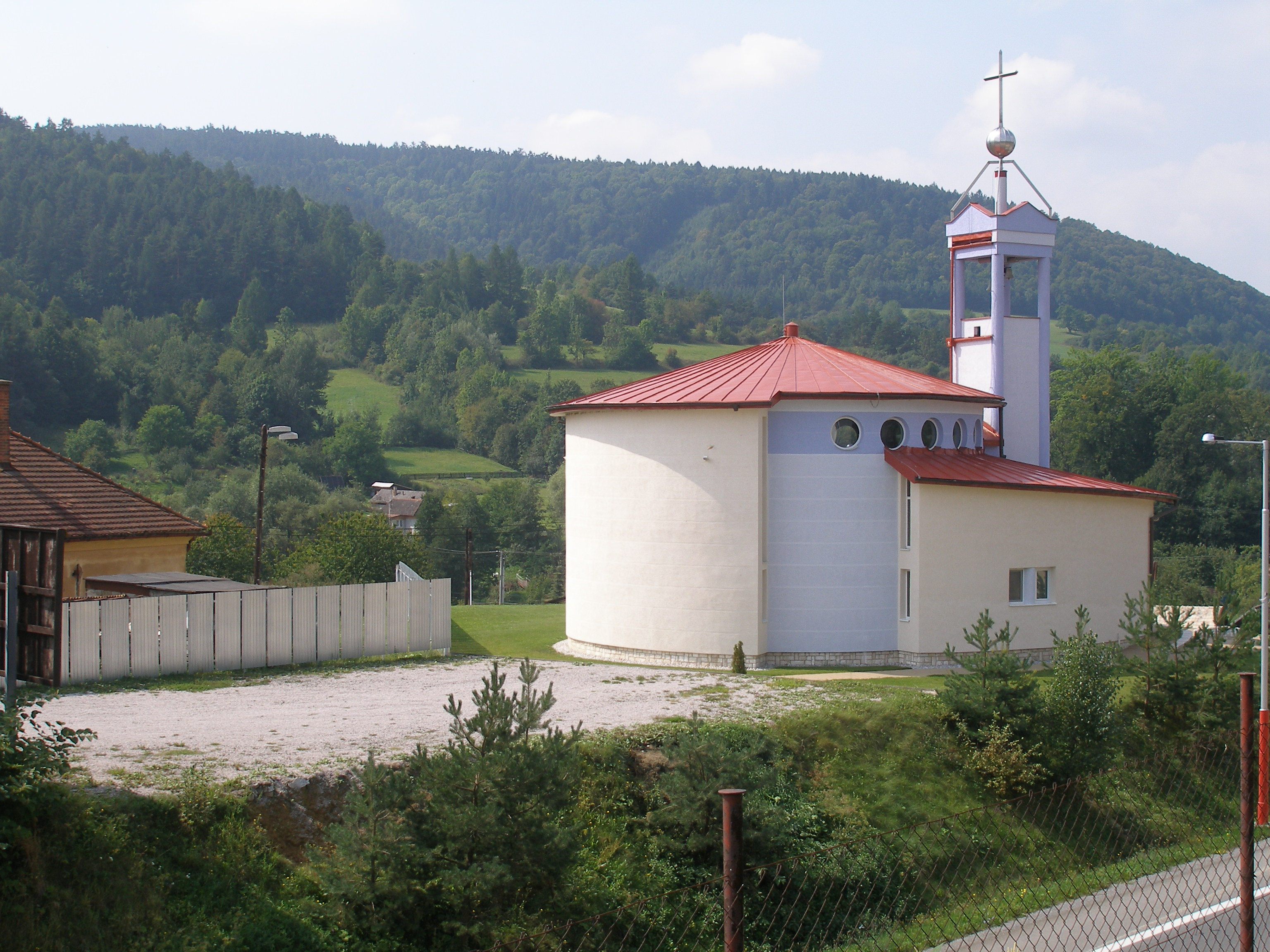
Hedri, templom